# Георг Вега
Барон Гео́рг Бартоломе́й Ве́га (нім. Georg Freiherr von Vega), ім'я при народженні: Ю́рий Ве́ха або Веховець (словен. Jurij Veha (Vehovec)), (23 березня 1754 — 26 вересня 1802) — словенський і австрійський математик, артилерійський офіцер. Основні роботи стосуються чисельного аналізу. Найвідоміший завдяки публікації класичного збірника семизначних логарифмів (1783), який багаторазово перевидавався у багатьох країнах світу. Член Ерфуртської академії прикладних наук (1790), Берлінської академії наук (1800), Королівського наукового товариства в Празі (1800).

## Біографія
Народився в селянській родині, в селі Загориця поблизу Любляни (нині Словенія, в ті роки — Священна Римська імперія). Вже в школі показав неабиякі здібності, в 1773 році закінчив ліцей у Любляні, де його шкільним товаришем був Антон Лінгарт, що згодом став словенським істориком і письменником. Після ліцею деякий час працював корабельним інженером у Нижній Австрії.
У 1780 році Юрій переселився до Відня і став там викладачем (пізніше — професором) математики артилерійського училища. З цього моменту він підписується як Георг Вега. У 1782-1790 роках опублікував свою першу наукову працю — чотиритомні «Лекції з математики» (Vorlesungen über die Mathematik), що заслужили високі оцінки і витримали вісім перевидань (останнє — в середині XIX століття). Крім ґрунтовних даних з математики, праця містила курс механіки твердого тіла і гідродинаміки.
У 1787 році Вега одружився з 16-річною чешкою Йожефою Сво́бодою (Jožefa Svoboda, 1771-1800). У них народилися троє дітей.
Як військовослужбовець-артилерист він брав участь у війні з Османською імперією (1789-1791), де успішно командував мортирною батареєю при визволенні Белграда і отримав звання майора. Потім він був направлений в Рейнську армію (1792) і брав участь у численних конфліктах з революційною Францією. Нагороджений вищою австрійською військовою нагородою — орденом Марії Терезії (1796). За бойові заслуги 22 серпня 1800 року Везі було надано титул барона, з правом на герб і з передачею титулу в спадок, а також військовий чин оберст-лейтенанта. Після укладення Кампо-Формійського миру повернувся до Відня, займався там проєктом удосконалення мортир і математичними працями.
Трагічно загинув у 48-річному віці (1802) — його тіло виявили у водах Дунаю поблизу Відня. Дев'ять років потому в одного віденського мельника виявили креслярський прилад Веги. Слідство прийшло до висновку, що Вега заїхав туди придбати у мельника коня, але був убитий і пограбований.

## Наукова діяльність

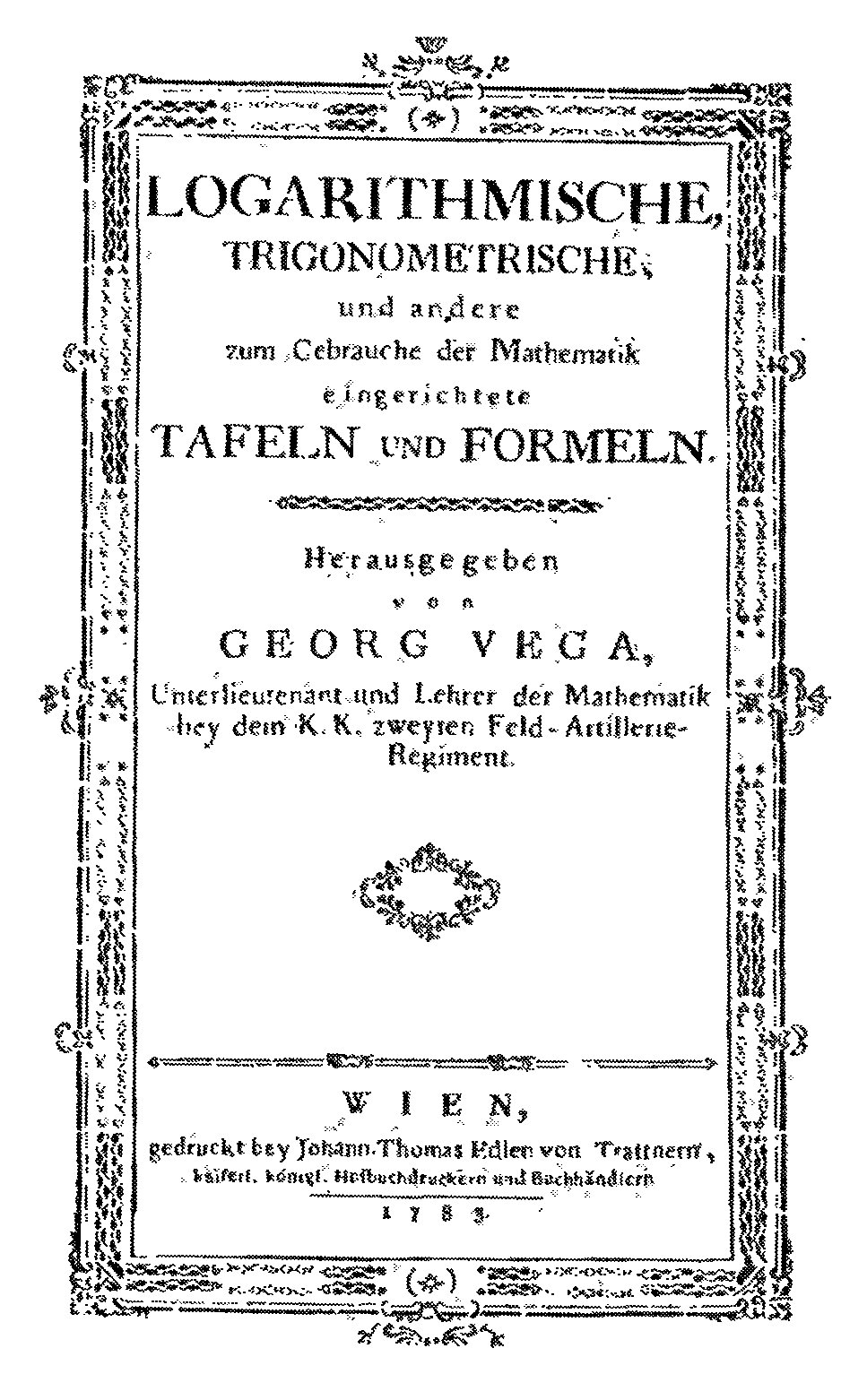
Титульний лист першого видання семизначних логарифмічних таблиць Георга Веги

Головна праця Веги — таблиці семизначних логарифмів, які протягом більше 150 років передруковувалися в багатьох країнах. Перша їхня редакція була опублікована в 1783 році під назвою «Логарифмічні, тригонометричні та інші таблиці і формули для вживання математиками». У передмові Вега повідомив, що ставив собі за мету створити повний, недорогий і, що особливо важливо, вільний від помилок збірник таблиць і формул. У своїх таблицях Вега виправив сотні помилок, що містилися в більш ранніх працях інших авторів; він навіть оголосив, що заплатить дукат (близько 3 рублів золотом) за кожну виявлену в його виданні помилку. За життя Веги в його праці було виявлено дві помилки, за які було виплачено 2 дукати; пізніше було знайдено ще три. На основі таблиць Георга Веги в 1857 році Карл Бремікер підготував перший збірник логарифмічних таблиць, повністю вільний від помилок.
Пізніше Вега випустив велике коментоване видання семизначних таблиць (1793), яке за сто років перевидавалося більше ста разів. 1794 року він видав збірку десятизначних таблиць, яка активно використовувалася багато років у астрономії і геодезії. Загальна кількість перевидань таблиць Веги у всіх країнах вимірюється сотнями. Починаючи з 6-го видання Вега, щоб знизити ціну на свою працю і зробити її доступною для всіх, відмовився від авторського гонорару.
Вега активно сприяв міжнародному прийняттю метричної системи мір і ваг, виступав також за реформу вимірювання часу на основі десяткової системи.

## Пам'ять
На честь вченого названо:
- Місячний кратер[ru].
- Астероїд 14966 Jurijvega, відкритий в 1997 році у словенській обсерваторії «Чрний Врх».
- Вулиця Вегова (Vegova) в Любляні.
- Кілька навчальних закладів у різних містах Словенії.
- Молодим математикам у Словенії щорічно присуджують Премію Веги.

В люблянському Технічному музеї встановлено пам'ятник Везі (відкритий у рік столітнього ювілею з дня загибелі вченого, 1902). Його портрет поміщено на поштову марку і 50-толаровую купюру Словенії.